# 우주 기술

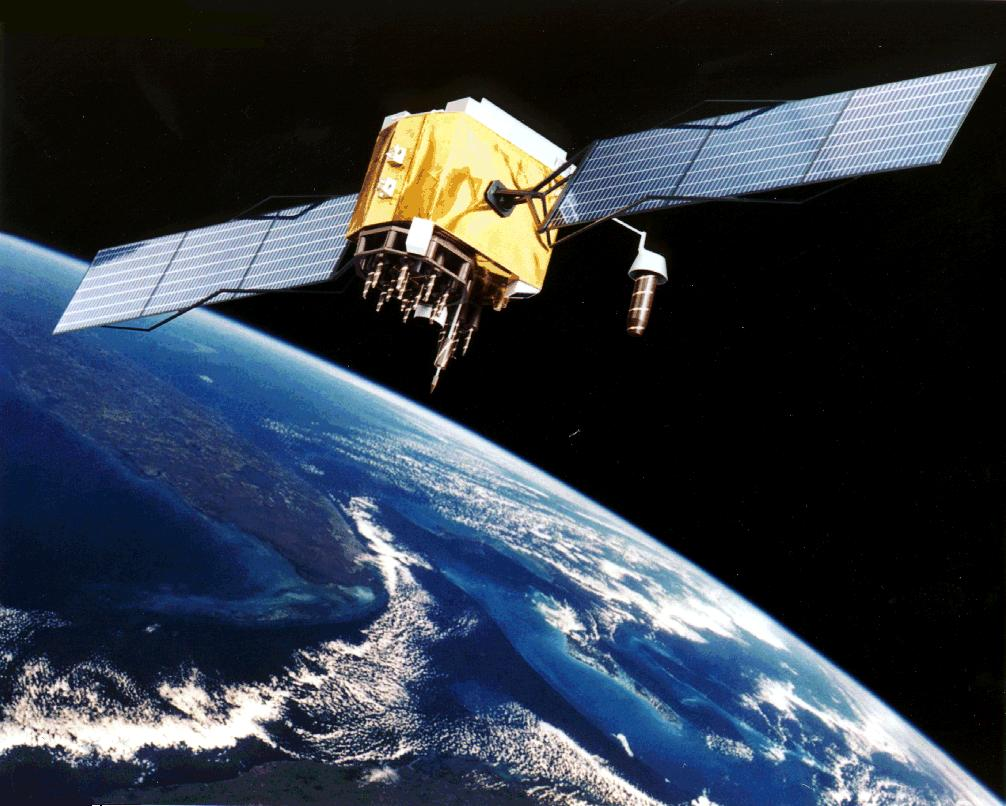

우주 기술(宇宙技術)은 우주에 관련된 기술이다. 날씨, 원격 탐사, 위성 위치 확인 시스템, 위성 원거리 통신 등 일상 생활과 관련된 과학 기술도 우주적인 기반에 크게 의존하고 있다. 천문학 및 지구 과학 등의 과학 분야도 우주 기술의 혜택을 받고있다.

## 같이 보기
- 우주과학